# قلب (فیلم ۱۹۵۵)
قلب (انگلیسی: The Heart) فیلمی به کارگردانی کن ایچیکاوا است که در سال ۱۹۵۵ منتشر شد. از بازیگران آن می‌توان به میچیو آراتاما و تانیه کیتابایاشی اشاره کرد. این فیلم بر اساس رمان قلب (۱۹۱۴) اثر ناتسومه سوسه‌کی ساخته شده است.